# Tournoi de Rijeka
 (novembre 2023).
 (novembre 2023).
Le Tournoi de Rijeka est une ancienne compétition de judo organisée chaque automne depuis [Quand ?] par l'Union européenne de judo. Ce tournoi est un événement majeur dans le calendrier international du fait de son label « Grand Prix ».

## Palmarès Hommes
| Grand Prix | Grand Prix      | Grand Prix       | Grand Prix   | Grand Prix       | Grand Prix        | Grand Prix        | Grand Prix      |
| Année      | -60 kg          | -66 kg           | -73 kg       | -81 kg           | -90 kg            | -100 kg           | +100 kg         |
| ---------- | --------------- | ---------------- | ------------ | ---------------- | ----------------- | ----------------- | --------------- |
| 2013       | Beslan Mudranov | Denis Lavrentyev | Gui-Man Bang | Szabolcs Krizsan | Domenik Wenzinger | Karl-Richard Frey | Marko Radulovic |

## Palmarès Femmes
| Grand Prix | Grand Prix         | Grand Prix   | Grand Prix   | Grand Prix   | Grand Prix        | Grand Prix   | Grand Prix      |
| Année      | -48 kg             | -52 kg       | -57 kg       | -63 kg       | -70 kg            | -78 kg       | +78 kg          |
| ---------- | ------------------ | ------------ | ------------ | ------------ | ----------------- | ------------ | --------------- |
| 2013       | Scarlett Gabrielli | Mareen Kraeh | Miryam Roper | Faith Pitman | Laura Vargas-Koch | Ana Velensek | Lucija Polavder |